# Claudius-Keller-Straße
Die Claudius-Keller-Straße ist eine Innerortsstraße im Stadtbezirk Ramersdorf-Perlach (Nr. 16) von München.

## Verlauf
Die Straße beginnt in Verlängerung der vom Tegernseer Platz kommenden Werinherstraße am Thomasiusplatz und verläuft nach Nordosten bis zur Kreuzung mit der Rosenheimer Straße am Karl-Preis-Platz. Dort geht sie in die Melusinenstraße über.

## Öffentlicher Verkehr
Am östlichen Ende der Straße liegt der U-Bahnhof Karl-Preis-Platz der Linie U 2. Eine Metrobuslinie durchfährt die Straße.

## Namensgeber
Die Straße ist nach einem Kapuzinerpater benannt, der im Dreißigjährigen Krieg von 1632 bis 1635 eine der 42 Münchner Geiseln in schwedischer Gefangenschaft war.

## Charakteristik
An der Straße liegt nördlich im Gewerbegebiet „Neue Balan“ das Stadtbereichszentrum Ost der Münchner Volkshochschule (Hausnr. 7, dort auch die Mediadesign Hochschule). Östlich davon schließt das Gelände der Bayerischen Bereitschaftspolizei an, das sich entlang der Rosenheimer Straße bis zur St.-Martin-Straße erstreckt. Die Südseite ist von der Laibacher Straße bis zum Karl-Preis-Platz mit zeilenförmiger Wohnbebauung belegt.

## Denkmalgeschützte Bauwerke
In der Claudius-Keller-Straße stehen keine denkmalgeschützten Gebäude.

## Geschützter Brunnen

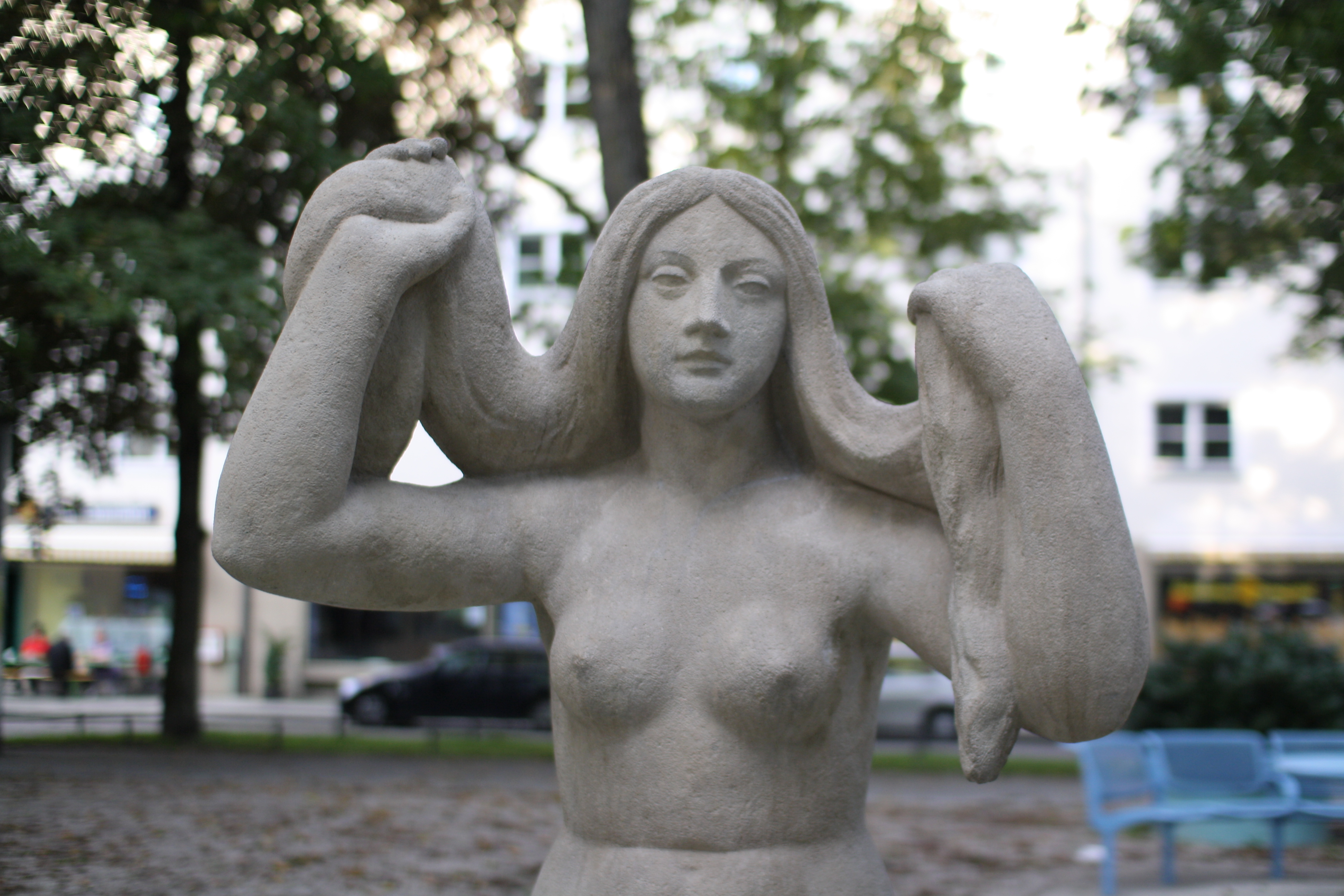
Melusinenbrunnen

- Melusinenbrunnen, Karl-Preis-Platz (Denkmalliste D-1-62-000-3239).